# 直鏈澱粉
直鏈澱粉（amylose），又称糖澱粉，是一種由葡萄糖組成的線性聚合物，各葡萄糖單體主要以α(1→4)糖苷鍵連接，每個直鏈澱粉分子通常含有數千個葡萄糖單體。直鏈澱粉與支鏈澱粉（膠澱粉）組成生物中常見的澱粉。

## 結構
葡萄糖單體間的α（1→4）糖苷鍵，導致直鏈澱粉呈螺旋狀結構，右圖為其分子結構式，其重複的葡萄糖单體數目通常为300個到3000個。化学式为(C6H10O5)nH₂O

## 特性
- 直鏈澱粉的結構呈現較規則的螺旋狀，因此作為能量儲存物質，可占有較少的空間。（植物的澱粉，約有20%-25%是直鏈澱粉，其餘為支鏈澱粉）
- 直鏈澱粉接觸水的表面積較大，雖不溶於冷水，但比支鏈澱粉容易溶於溫水，溶解後黏度低、較不呈糊狀。
- 澱粉水解時，澱粉酶只能在澱粉末端將之拆散為葡萄糖單體；因此末端僅有頭尾的直鏈澱粉，水解後能被利用的速度就比較慢。（因支鏈澱粉擁有更多的末端，所以相對水解速度較快）
- 碘能夠與直鏈澱粉的螺旋結構內部結合，使吸收光線的波長改變；因此若使用少量的黃色碘溶液與“純”直鏈澱粉混合，將會產生藍黑色。（若與“純”支鏈澱粉混合，則生紫紅色）經由紅色濾鏡的彩色分析儀，可以由色彩計算出澱粉濃度。
- 直鏈澱粉树脂也可以用于麦芽糖结合蛋白的分离[1]。